# Caldogno
Caldogno (Caldonjo in veneto) è un comune italiano di 11 338 abitanti della provincia di Vicenza in Veneto.

## Geografia fisica
Caldogno sorge su un territorio completamente pianeggiante in cui scorre il Timonchio.
Caldogno confina a:
- nord e nord-est con Villaverla;
- est con Dueville;
- sud con Vicenza;
- sud-ovest con Costabissara;
- nord-ovest con Isola Vicentina.

## Etimologia

### Caldogno
In epoca romana Caldogno era il villaggio che distava sei miglia dalla città, posto in corrispondenza del decumano inferiore dell'Agro Centuriato Vicentino di Thiene. Per questo motivo, diversamente da altri comuni che condividono tale particolare ubicazione (come Sesto San Giovanni in provincia di Milano, ma anche Quarto d'Altino a Venezia o Noventa Vicentina a Vicenza), è molto particolare che il nome del comune sia completamente diverso o comunque non derivato da Sesto e per questo sono stati diversi gli storici che hanno cercato di spiegare l'etimologia nel nome.
Primo fra tutti il Mantese, che lo considera derivante da "Carturnium": un'analisi puramente filologica però, vorrebbe che mentre l'alternarsi delle dentali r > l potrebbe essere accettata, l'alterazione di vocali e consonanti che ne consegue sia rara da incontrare in una parola sola.
Il Benetti lo collega a "Calidarium" presupponendo che vi fossero nel territorio alcune sorgenti termali o uno stabilimento di bagni caldi. Due però sono le critiche che possono essere mosse contro tale ipotesi, vista la mancanza di evidenze dell'esistenza di tale luogo: era sensato che fossero presenti delle terme in una città non in un piccolo villaggio agricolo e Caldogno, con buona probabilità, era sede di sorgenti che alimentavano l'acquedotto romano e quindi era un posto fornito di sorgenti di acque fresche, non calde.
Il Dani afferma invece che il nome derivi dal sostantivo calleu, storpiatura di valleus (vallis) nella sua forma aggettivale calloneus che significherebbe "zona valliva". Oltre al fatto che Caldogno non sorge in una valle, c'è da considerare anche l'aspetto del grande numero di storpiature che il nome dovrebbe aver subito per arrivare all'attuale seguendo questa strada.
Pendin, invece, sostiene che il cambio di nome da Sesto sia da ricercare in qualche fatto avvenuto dopo l'epoca romana. In Storia di Caldogno porta quindi altre due possibili ipotesi entrambe da ricondurre al periodo longobardo: 
1. il nome deriva dall'aggettivo in lingua germanica "Kalt", legato al fatto che dalle sorgenti uscisse un'acqua limpida e notevolmente fredda, andato poi trasformandosi in "Caldonus"[15] secondo la normale alternanza delle due consonanti dentali D-T[16];
2. il nome deriva da aldiones che indicava i contadini semiliberi in epoca longobarda. Tale parola se pronunciata aspirando leggermente può trasformarsi in Haldiones diventando per metatesi Caldonius facendo significare il tutto "Villaggio di contadini semiliberi" per separarli dai servi della gleba[16].

### Cresole
L'Olivieri, grande studioso della toponomastica della regione, assicura un'origine latina legata al nome dell'antico proprietario, "Cresius", che per primo ha fatto costruire nella zona prospiciente alle rive del Bacchiglione le capanne che costituiscono il primo nucleo abitativo.
Pendin, ricordando alcune voci del luogo, spiega come il nome potrebbe derivare da cretulae, una specie di canne palustri presenti nella zona in origine acquitrinosa e paludosa.

### Rettorgole
Sia il Formenton che l'Olivieri concordano sul fatto che il nome della frazione derivi da Rivus turgulus, cioè "rivo o fiumicello torbido", dall'aspetto che doveva avere l'acqua che confluiva nei vari torrentelli. Già in un atto del 1499 la zona di Rettorgole è chiamata "villa de Roturgule".

## Storia

### Preistoria
Sono pochi i ritrovamenti che permettono di identificare la presenza dell'uomo nella preistoria nel territorio di Caldogno e dintorni. Quasi certamente, per via delle caratteristiche acquitrinose, malsane e inospitali non era un luogo abitato, ma frequentemente battuto durante la caccia dalle popolazioni neolitiche. Testimonianza di ciò sono i ritrovamenti di frecce dalla punta di pietra e un'amigdala che, insieme a un manico di legno, veniva utilizzata come ascia da guerra. Nei secoli successivi, ma sempre di natura incerta, sorsero i primi piccoli insediamenti agricoli che trovarono sede nelle zone prosciugate in mezzo ai corsi d'acqua in via di formazione.

### Il periodo romano
Dopo una parentesi Euganea e Paleoveneta, Caldogno entrò tra i possedimenti romani. Le tappe della romanizzazione che interessarono Vicenza, e quindi anche i territori adiacenti, furono senza dubbio la costruzione della via Postumia nel 148 a.C, l'acquisizione del diritto romano nel 49 a.C. grazie a Giulio Cesare e la distribuzione ai veterani delle terre vicentine nel 30 a.C. da parte di Ottaviano Augusto. La zona pianeggiante dell'alto vicentino venne divisa da cardi e decumani formando l'agro centuriato vicentino di Thiene. Caldogno sorgeva al limite sud di tale lotto, distante sei miglia da Vicenza e costituendo per questo la contrada detta ad sextum lapidem, presente ancora oggi come Contrà del Sesto in Via Roma.
Nell'ambito dei ritrovamenti vi sono la massicciata stradale e resti di tegole ed embrici romani al limite nord del territorio, sotto l'attuale via Scartezzini, una massicciata stradale sotto l'attuale via Zanella vicino alla chiesa parrocchiale e alcune monete di epoca imperiale nella campagna verso il Pozzetto.

#### L'acquedotto romano: il dubbio della partenza
Anche Caldogno era collegata all'antico acquedotto romano che portava l'acqua a Vicenza, il cui percorso è ormai abbastanza chiaro anche grazie ai ritrovamenti in Lobbia: seguiva un decorso rettilineo che partiva dalla città nelle vicinanze di Porta Santa Croce, fiancheggiava Villa Cà Gardellina, passava poi in località Villaraspa terminando in prossimità del capitello di Sant'Antonio a Motta di Costabissara. In questo luogo alcuni hanno ipotizzato che vi fosse la presa d'acqua e che sorgesse la cisterna collettore. Gli autori antichi, però, riportano che la provenienza dell'acqua fosse da Caldogno e non da Motta. Basandosi sulla struttura degli acquedotti romani si può ragionevolmente supporre che a Motta ci fosse la grande cisterna-collettore alla quale affluivano, tramite condutture minori (soprattutto sotterranee), le acque provenienti da altre sorgenti (tra cui quindi Caldogno). Il rinvenimento di alcuni tubi d'argilla sotterranei sembrano confermare tale ipotesi.

### L'epoca longobarda e carolingia
Caldogno fu anche sede di un insediamento longobardo, portando alla costruzione della chiesetta dedicata a San Michele. Se i Longobardi contribuirono alla costruzione, gli Ungari si preoccuparono soprattutto della devastazione: durante il dominio carolingio di Berengario conquistarono Vicenza e, seminando il terrore, distrussero la chiesa parrocchiale di San Giovanni Battista e danneggiarono quasi sicuramente la chiesa longobarda del cimitero. Nel 961 l'Italia settentrionale divenne parte dell'Impero di Germania i cui imperatori concedettero spesso privilegi e onorificenze. È in questo momento che è da inquadrare la nascita del titolo di "conte di Caldogno".

### Tardo medioevo
Dopo le distruzioni causate dagli Ungari, in tutto il nord Italia venne affidato ai vescovi, da parte del re d'Italia Berengario, il compito di erigere le difese del territorio. Fu in questo periodo storico che sorsero i tanti castelli vescovili della provincia di Vicenza (tra cui Brendola, Sovizzo, Costabissara, Caldogno e molti altri). Il castello di Caldogno sembra che non sia da inquadrare in questo periodo storico, perché già presente: venne solo restaurato o riedificato a causa dei danni provocati dagli Ungari.
I comuni sotto l'egemonia imperiale della Germania vissero un periodo di relativo benessere in cui poterono organizzarsi e rendersi più indipendenti visto i continui conflitti all'interno della Germania. Questo almeno fino all'elezione di Federico Barbarossa che decise di far rispettare la propria autorità anche nei territori italiani. Ma, mentre i Comuni si organizzavano per guerreggiare contro di lui formando prima la Lega Veronese e poi quella Lombarda per farsi riconoscere l'indipendenza rimanendo comunque sotto l'Impero, il Conte di Caldogno ha sempre mantenuto una posizione filo-imperiale che gli ha valso benefici e privilegi. È probabilmente per questo motivo che, durante le continue guerre fra famiglie vicine alla politica papale e a quella imperiale, il dominio di Ezzelino III non portò a gravi devastazioni nel territorio calidonense come invece fece in molti altri territori più vicini al potere ecclesiastico.
Già nel 1262 Caldogno, Cresole e Rettorgole si erano dati un ordinamento comunale con tanto di statuti.
Dopo le depredazioni di Ezzelino III, nel 1266 il territorio vicentino passò sotto l'egemonia padovana fino al 1312 quando, dopo la discesa in Italia, Enrico VII di Lussemburgo nominò Vicario Imperiale di Vicenza Cangrande della Scala portando i padovani ad opporsi agli Scaligeri saccheggiando e distruggendo i paesi vicini a Vicenza. Fu così che molte località della Riviera Berica furono bruciate e, nell'estate del 1312, Villaverla fu devastata per otto giorni con un'opera di saccheggio di tutti i paesi contigui, tra cui Caldogno e la piccola chiesa longobarda di San Michele.
Nel 1337, durante la dominazione scaligera, il territorio di Caldogno fu sottoposto, sotto l'aspetto amministrativo, al Vicariato civile di Thiene e tale rimase sino alla fine del XVIII secolo.

### Il periodo veneziano
Nel 1356, dopo che Luigi d'Ungheria decise di invadere il Veneto per vendicarsi dell'appropriazione di Zara da parte di Veneziani, Venezia chiamò alcune compagnie mercenarie tedesche di circa 600 cavalieri guidate da Artemanno di Warstein e Arnoldo di Crichinbec che si stanziarono a Caldogno. Dopo un tentativo di raggiungere Treviso per attaccare gli Ungheresi fallito a causa di un fiume Brenta colmo d'acqua, tornarono a Caldogno dove vennero colti di sorpresa da un contingente di circa 1000 volontari Ungheresi che vinsero sui mercenari e lasciarono il paese e la popolazione devastati.
Il 4 ottobre 1511 Caldogno venne saccheggiata dai soldati di Ramon de Cardona, il generale spagnolo che guidò le truppe contro Bartolomeo d'Alviano nella Battaglia de La Motta, svoltasi poco distante il 7 ottobre 1513 a Motta (la frazione del comune di Costabissara), nell'ambito della Guerra della Lega di Cambrai.

### Napoleone, il dominio austroungarico e le due guerre mondiali
L'invasione francese del Veneto nel 1797 portò numerosi cambiamenti, sia burocratici che economici: furono molte le tasse salate che i calidonensi, come tutti i veneti, si trovarono a dover pagare per far fronte alle dispendiose campagne militari francesi.
I cambiamenti che portarono all'attuale definizione del territorio di Caldogno avvennero nel 1816, quando l'annessione all'Impero Austroungarico portò all'abolizione di oltre 150 comuni con pochi abitanti. Per i calidonensi ciò si concretizzò con una prima unificazione di Cresole con Rettorgole e poi con la fusione definitiva nel comune di Caldogno.
Durante la prima guerra mondiale, Caldogno si trovò nelle retrovie e dovette ospitare alcuni reparti militari che insediarono il comando nella villa Fogazzaro-Arnaldi. Durante la seconda guerra mondiale venne organizzato un ospedale militare negli edifici attigui a villa Caldogno e l'adesione di vari paesani al movimento partigiano portò a numerosi rastrellamenti nazi-fascisti.

### I Caldogno
La storia di Caldogno fu legata alle vicende della famiglia omonima che possedeva buona parte del territorio. La prima investitura è da far risalire a poco dopo l'Anno Mille e venne poi riconfermata da numerosi imperatori. Dalle cronache, il primo Caldogno ad essere citato è Villanello Caldogno, che nel 1176 era uno dei consiglieri del Pretore di Vicenza e nel 1190 fu eletto console della città.
Il membro della famiglia Caldogno che ricevette le più alte onorificenze dagli imperatori fu Calderico Caldogno, consigliere militare di Federico Barbarossa e suo compagno d'armi nella guerra contro Milano e le truppe papali. Calderico fu ferito in battaglia nel 1183 e per questo nominato cavaliere aureato e conte palatino, confermato di tutti i possessi e i privilegi. Gli fu concesso in quella occasione di adottare lo stemma dell'aquila imperiale nera su campo rosso lasciando per un ramo laterale della famiglia quella rossa su scudo d'argento. L'aquila dei Caldogno costituisce ancora oggi lo stemma araldico del Comune.

#### I vari possedimenti
Per vari secoli i Caldogno possedettero gran parte del suolo comunale e la loro prima residenza sembra essere stata l'attuale villa Todescato, sorta sui resti del castello di Caldogno, la cui origine, anche se dai documenti non ci viene segnalata, risulta essere precedente all'invasione longobarda del 569. Tale villa appartenne alla famiglia almeno dal 1100 al 1700.
Le proprietà della famiglia subirono molte modifiche, sia in chiave espansiva che non. Nel 1225 venne acquistato il castello di Isola Vicentina con tutto il contado, possedimento che durò fino al 1306. Un atto del 1785 descrive come i possedimenti non erano limitati a Caldogno e Capovilla, ma si estendevano anche in alcuni appezzamenti a San Pietro in Gu, in provincia di Padova, che erano affittati a Domenico Quadri e Giovanni Casarotto.

## Monumenti e luoghi d'interesse

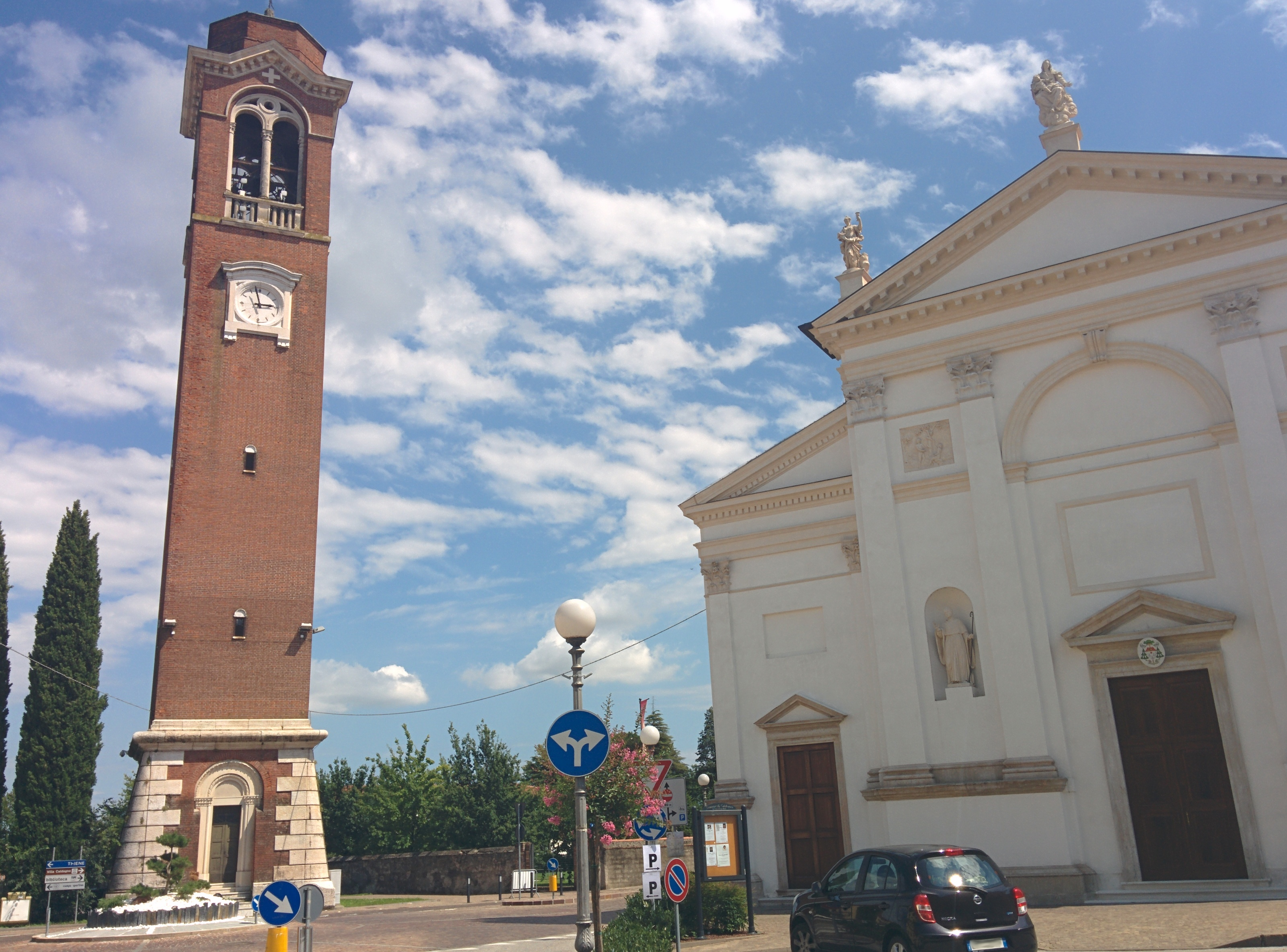
Chiesa di San Giovanni Battista, campanile e facciata

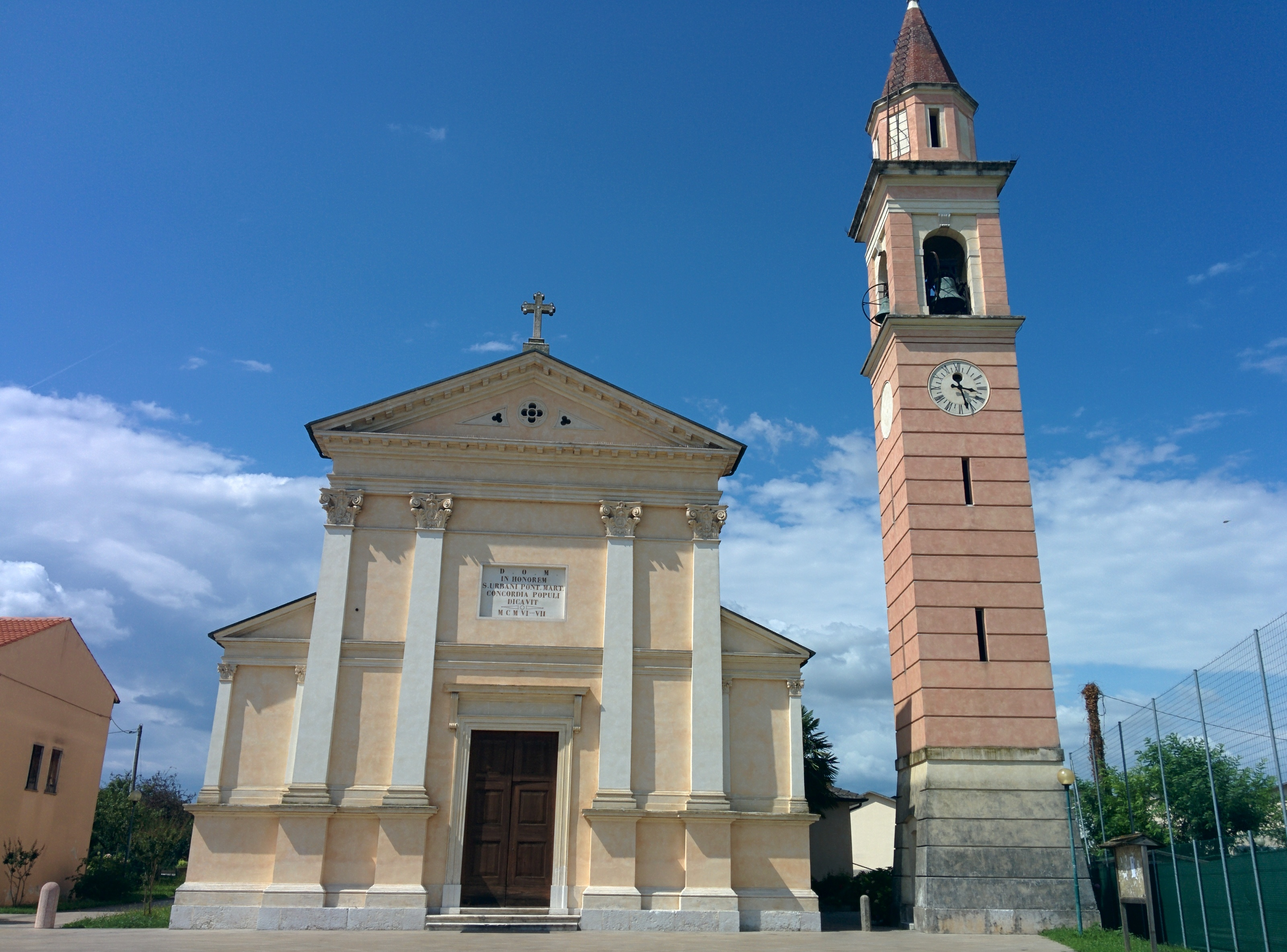
Chiesa di Sant'Urbano a Cresole

### Architetture religiose
- Chiesa di San Giovanni Battista, chiesa della parrocchiale di Caldogno. Come testimoniato dalla scoperta fatta nei primi anni settanta durante la sistemazione dell'impianto di riscaldamento, la chiesa ha subito diverse ricostruzioni nel corso della storia[39]. La datazione, naturalmente, è ardua dal momento che mancano graffiti o elementi decorativi e i mattoni con cui sono fatti i muri sono sia ben sagomati e squadrati (indice di un periodo florido) che rozzi e di creta mista (tipici invece di periodi più poveri),[40] anche se è sicuramente anteriore alla chiesetta di San Michele, la cui origine sembra risalire alla seconda metà del VII secolo[41]. Il più basso livello, infatti, corrisponde al V secolo e aveva l'abside verso est; il livello successivo è del VI secolo mentre quello superiore ancora del X secolo[41]. Durante il XVI e il XVII secolo venne più volte rimaneggiata fino al 1648 quando venne totalmente ricostruita. I lavori portarono al rifacimento dell'altare maggiore e all'acquisto del tabernacolo, ancora oggi presente, con i due angeli ai lati e altri due più piccoli che sono andati perduti. Venne rifatta la facciata acquistando le cinque statue ancor oggi presenti. La chiesa venne danneggiata durante le incursioni napoleoniche, lasciando il posto a quella costruita nel 1818.[42] La struttura attuale prende origine dalla navata centrale, costruita nel 1818, che costituiva la chiesa di allora[43] e che venne ampliata nella prima metà del XX secolo su progetto di Ferruccio Cattaneo[44]. La struttura venne spesso ritoccata nel corso del XX secolo sia per ampliarla e restaurarla, che anche per riassestarla dopo il terremoto del Friuli nel 1976[44]. Nel 1990 venne gettata una nuova pavimentazione che portò allo stesso livello le tre navate progettate da Cattaneo agli inizi del Novecento[44]. All'interno è presente il sepolcro contenente le ossa di Felice Ponso[45], parroco di Caldogno dal 1901 al 1908[46]. Tutto il soffitto della navata maggiore è dipinto con una serie di quattro affreschi che rappresentano quattro tappe importanti nella vita del santo patrono: san Giovanni Battista. Vicino all'ingresso è presente l'annunciazione a Zaccaria della nascita del figlio, al centro della navata è raffigurata la nascita, nel terzo riquadro la figura di Giovanni Battista e sopra il presbiterio l'immagine del banchetto durante il quale Salomè ricevette su un vassoio d'argento la testa di colui che rinfacciò a lei a e sua madre le colpe commesse: Giovanni Battista[47]. Autore di tale opera, nel 1839, sembra essere Giuseppe Poppini di Schio la cui firma, però, è presente solo nell'ultimo riquadro[48]. Nel battistero è presente una tela raffigurante il Battesimo di Cristo di Giuseppe Poppini[48].
- Chiesa di Sant'Urbano. La chiesa di Sant'Urbano è la chiesa parrocchiale di Cresole, frazione di Caldogno. Esiste dal 1185, anno in cui avvenne la conferma dell'ufficiatura ai Canonici di Vicenza da parte del vescovo Pistore[49] ed è divenuta parrocchiale nel 1444[49]. Il primo rifacimento delle mura avvenne nel 1656 e all'epoca era ufficiata dal parroco e da un cappellano il quale, come collaboratore, poteva usufruire di una casa regalata poi nel 1829 alla chiesa. Nel 1797 venne ristrutturata e aggiunto un terzo altare[49][50][51]. Già nel 1901 cominciano a comparire nel registro della contabilità della chiesa le prime spese per i lavori d'ampliamento che risultano, però, ufficialmente avvenuti tra il 1906 e il 1907[52][53]. Il progettista fu Gerardo Marchioro e l'inaugurazione avvenne l'11 agosto 1907 alla presenza di mons. De Marchi.[54] Un ulteriore restauro è avvenuto nel 1994[55]. La chiesa presenta una facciata rivolta a sud ed è costruita con stile prevalentemente neoclassico. La chiesa presenta chiaramente tre navate con quattro altari laterali: uno del Settecento dedicato ai santi Gaetano e Lucia con una tela di Giobatta Stefani datata 1843, uno con la statua in marmo della Madonna del Rosario del 1944 e i due di destra costruiti negli anni novanta dedicati a Sant'Antonio e alla Madonna[55]. Bruno Vedovato ha dipinto due affreschi per questa chiesa: uno sul soffitto raffigurante la trasfigurazione di Gesù[55] e uno sopra la porta d'ingresso con il discorso della montagna[49]. La pala dell'altare maggiore sembra essere da attribuire a Agostino Bottazzi che la dipinse nella meta dell'Ottocento: vi sono rappresentati Sant'Urbano vestito da pontefice con Santa Lucia e, in catene, i due soldati suoi fratelli Valeriano e Massimo[49].

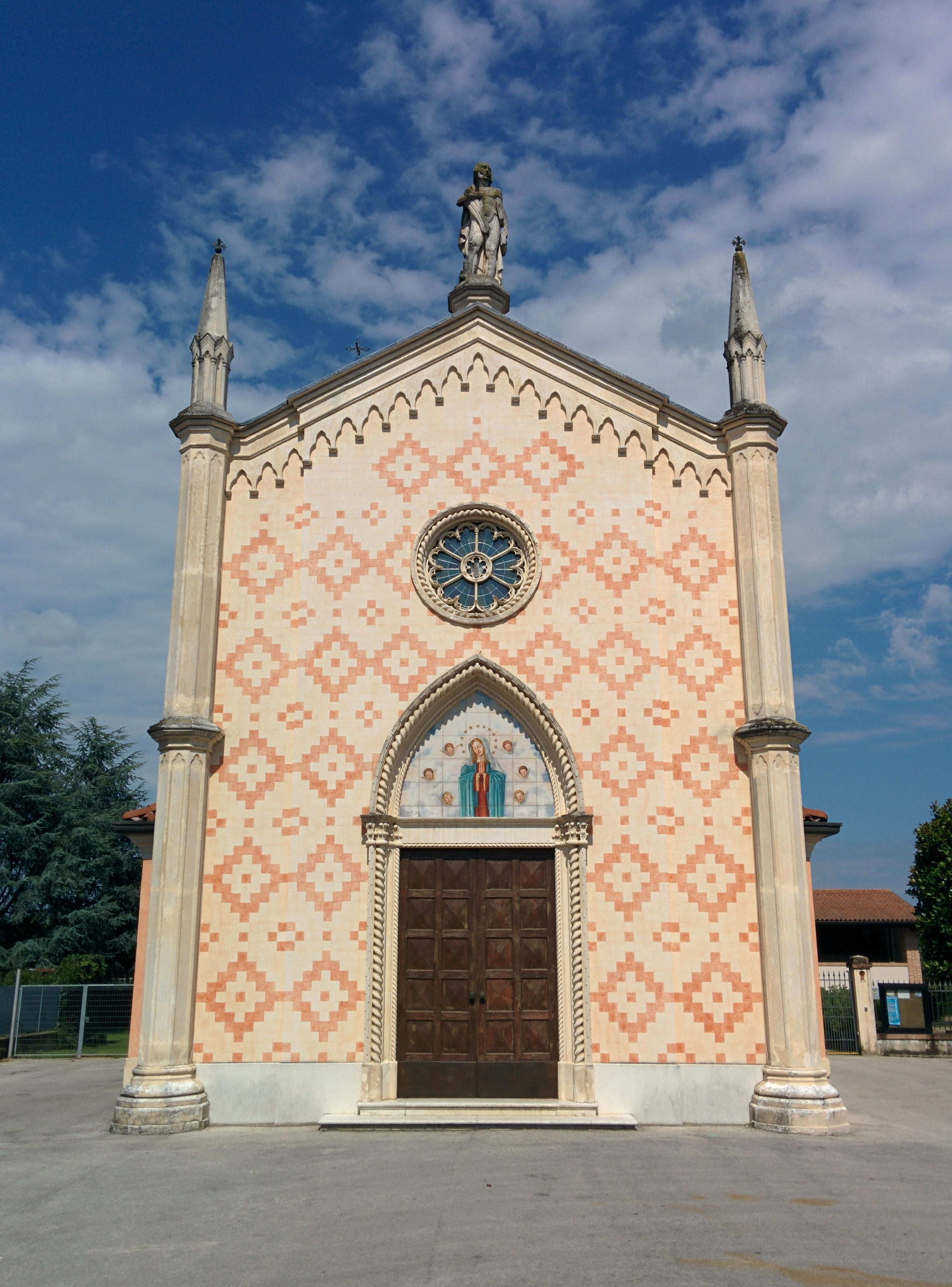
Chiesa di San Bartolomeo a Rettorgole

- Chiesa di San Bartolomeo, chiesa parrocchiale di Rettorgole, frazione di Caldogno. La prima chiesa costruita sul luogo dovrebbe risalire all'XI secolo e probabilmente era costruita in direzione nord-sud. Dopo essere stata spogliata dei beni e parzialmente demolita[56] ad opera di un certo Francesco Milano che recuperò i mattoni per costruirsi la sua dimora[57] venne abbattuta per lasciare posto ad una chiesa settecentesca di cui sono stati ereditati i due altari laterali[58][59]. La chiesa venne ricostruita[58] rispettando le strutture preesistenti negli anni 1888-89 con una struttura neogotica che si ispira alle chiese fiorentine del Trecento e con un aspetto non molto dissimile da quello odierno[60]. Nel 1898 la chiesa venne ampliata aggiungendo una quarta arcata alla navata espandendo così la facciata verso nord[58].

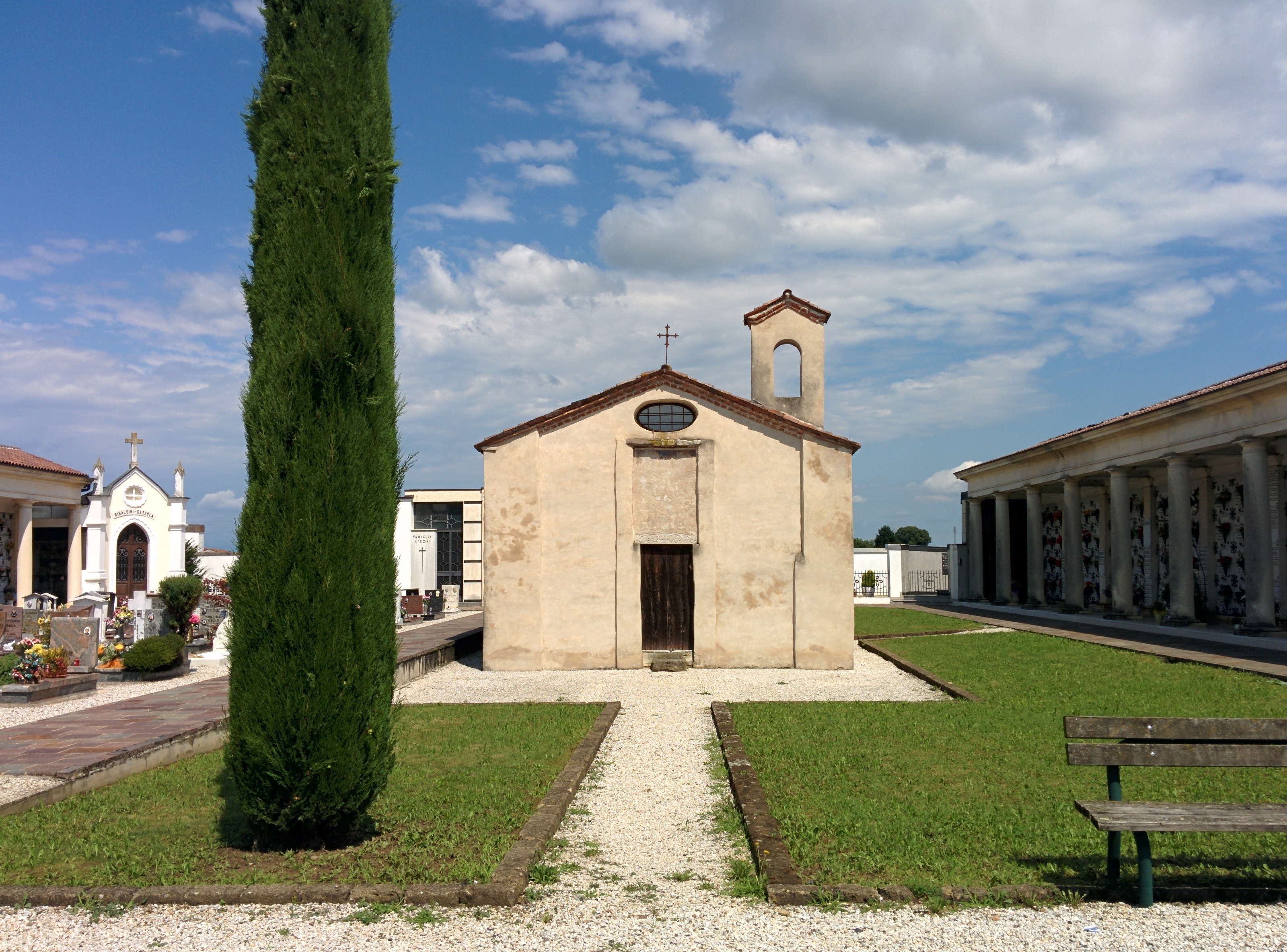
Chiesetta di San Michele

- Chiesetta di San Michele, o semplicemente chiesa longobarda[61][62] è la chiesetta presente nel cimitero di Caldogno. La chiesa è stata quasi sicuramente costruita in epoca longobarda, come testimonia l'architrave sopra all'entrata principale. Durante la storia ha subito innumerevoli distruzioni che le hanno fatto perdere sicuramente l'aspetto originale di cui ci rimangono soltanto i materiali, che sono stati riciclati per i rifacimenti. Nel 1927 fu vittima di un tentativo di abbattimento da parte del podestà di allora.[63] L'abside verso est, denota fattezze paleocristiane. Costruita con vari materiali, che vanno da mattoni grezzi a piccoli cubi di pietra legati da strati di malta abbondante, presenta numerose imprecisioni nella struttura, tipiche di quell'epoca.[64] Originariamente non era vicina al cimitero, che con il tempo le è stato costruito attorno per spostarlo dalla chiesa di San Giovanni Battista, l'attuale chiesa parrocchiale[65]. All'esterno e all'interno sono presenti degli affreschi del XIV secolo, ormai molto sbiaditi, che rappresentano figure molto care alla tradizione longobarda: San Martino di Tours, Cristo, la Vergine e Sant'Agata.[63]

- Chiesetta della Maternità di Maria. La chiesetta della Maternità di Maria[66] è un piccolo oratorio un tempo annesso, tramite le strutture rustiche ospitanti le stalle, alla Villa Fogazzaro-Arnaldi. Riguardo alla sua origine o ai primi usi non si hanno notizie. Il Maccà ricorda come, agli inizi dell'Ottocento, fosse senza ufficiatura e appartenente alla famiglia Nanti, divenne poi dei Fogazzaro e in seguito degli Arnaldi[67]. Durante il primo conflitto mondiale i soldati requisirono entrambe le strutture: in particolare dissacrarono la chiesetta per farne una prigione e deturparono le pareti con scritte e altro[68][69]. Dopo che l'associazione religiosa San Raffaele Arcangelo portò via quasi tutti gli arredi sacri, fino al 1954 la chiesetta rimase sconsacrata e adibita a magazzino. In quell'anno vennero eseguiti i lavori di ripristino volontari che riportarono ad uso religioso la chiesetta. La statua della Vergine Ausiliatrice, non originaria della chiesetta, venne donata in questo periodo da un gruppo di Salesiani del paese[69]. Il disegno della facciata venne eseguito durante un restauro nel 1972[69].
- Chiesetta di Sant'Antonio. Si tratta di un oratorio situato nel comune di Caldogno, ma facente parte della vicina parrocchia di Novoledo, frazione di Villaverla. Al momento della sua edificazione la chiesetta si trovava sotto la parrocchia di Caldogno ed era intitolata a San Domenico, ma nel 1874 venne aggregata alla parrocchia di Novoledo e cambiò il santo titolare in Sant'Antonio. Inizialmente era nata come cappella gentilizia della famiglia Ghellini nella seconda metà del Seicento. Quando la parrocchia di Novoledo acquistò la chiesetta nel 1927, diede subito il via a lavori di restauro seguiti da nuovi interventi nel 1978[70].

### Architetture civili

Villa Caldogno

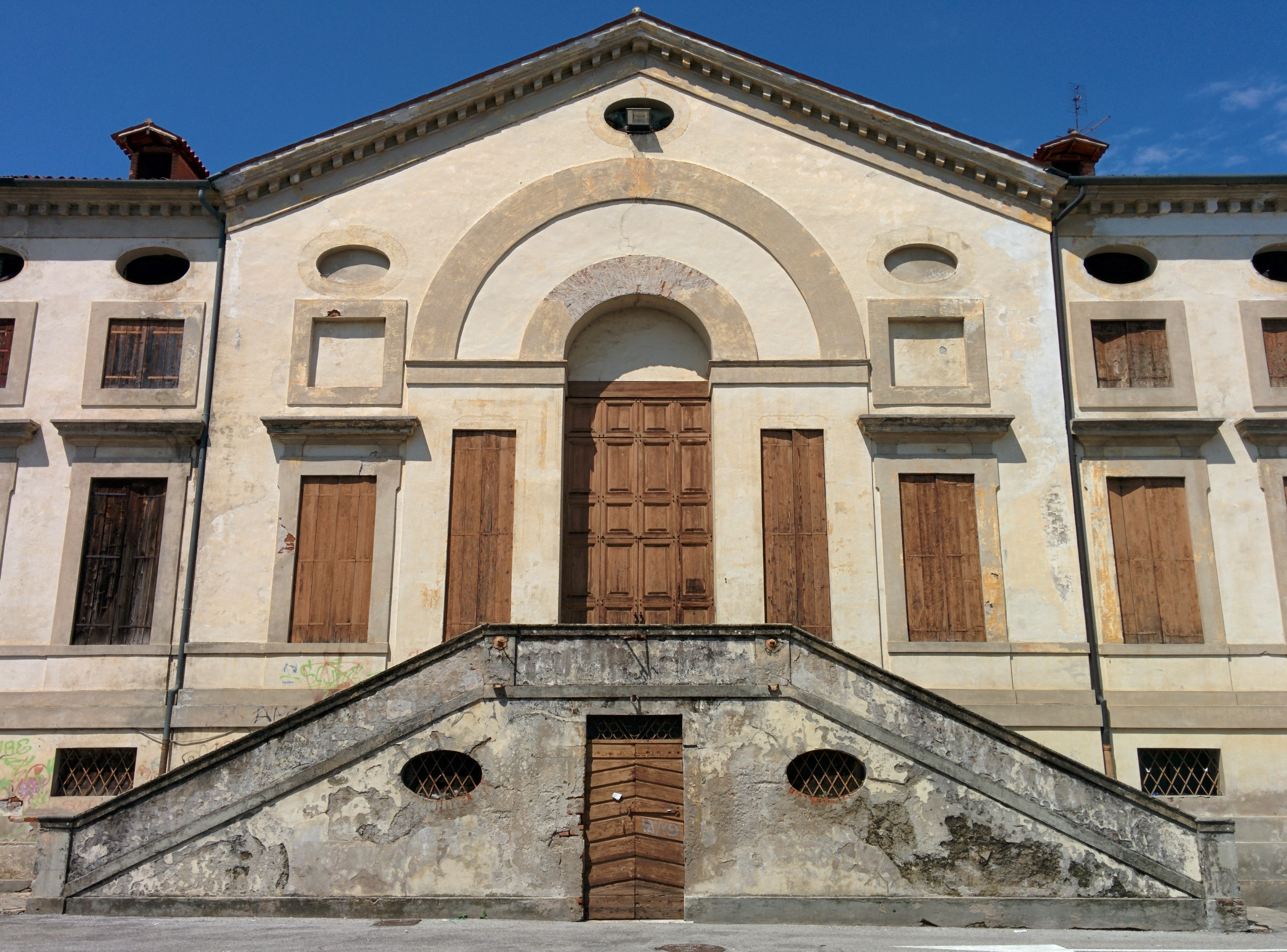
Il municipio vecchio o, ufficialmente, ex municipio in Piazza Bruno Viola

- Villa Caldogno. Il monumento principale di Caldogno è una villa palladiana che è inserita nella lista dei patrimoni dell'umanità dell'UNESCO.
- Municipio vecchio. L'ex municipio in Piazza Bruno Viola[71] o più comunemente municipio vecchio è una delle residenze appartenute ai conti Caldogno. In realtà tale struttura non è la primitiva residenza dei nobili in questo lato del paese dal momento che, tutta la struttura ad occidente più volte rimodellata nel Seicento e che ha perso l'aspetto originario. Nel Trecento venne infatti costruita una struttura il cui prospetto sud possedeva un ampio portico con quattro arcate sovrastate da grandi finestre: di questo rimane solo una delle arcate e le chiavi di volta delle altre tre.[72] Sita in centro paese, venne costruita verso la fine del Cinquecento quando, un non ben noto ramo della famiglia, ebbe l'iniziativa.[72] È attualmente di proprietà del comune ed è in discussione la possibilità di venderlo o restaurarlo[73].
- Villa Todescato è una residenza che venne costruita nel 1534 da Michele Caldogno ristrutturando il castello di Caldogno[74][75]. La storia di questa struttura è intimamente legata a quella del Castello stesso. La presenza di un castello a Caldogno è facilmente spiegata dalla sua posizione ottimale per il controllo delle strade che portavano alla Val Leogra e alla Val d'Astico, dell'origine dell'acquedotto romano e per la vicinanza con la città di Vicenza[76]. Appare quindi chiaro come nei documenti dei primi del Trecento si accenni ad un castello già esistente e antico. Poco dopo l'Anno Mille diventa castello vescovile e sicuramente il primo feudatario fu un conte di Caldogno[76][77]. Nel 1313 venne completamente distrutto dalle incursioni padovane, ma subito ricostruito visto che era già pienamente operativo nei secoli XIV e XV[74]. Nel 1534, come già accennato, venne completamente ristrutturato da Michele Caldogno che ha fatto perdere completamente le sembianze di fortezza preferendo l'aspetto attuale[78] su progetto, molto probabilmente, di Giandomenico Scamozzi[79]. Dopo tale rimaneggiamento cessa per l'edificio il capitolo di fortezza per iniziare quello di residenza di campagna, anche se sotto l'intonaco rimangono ancora presenti le mura del castello. Ulteriori recenti restauri hanno ulteriormente cancellato le tracce dell'antica struttura[75]. Spariti sono anche la colombara e i sistemi di difesa descritti dai documenti antichi (tra cui fossato e ponte levatoio)[79]. La porta d'ingresso si apre in un muro che presenta molti mattoni a vista che sbucano nelle zone dove l'intonaco è caduto. Le pareti dei prospetti nord e sud sono chiusi da un cornicione che è leggermente più alto degli spioventi del tetto. Negli altri due lati, invece, è presente una cornice a dente di sega, indice della sua appartenenza almeno al secolo XV[75]. Dopo i Caldogno, appartenne ai Pagello e dal 1920 ai Todescato[74].

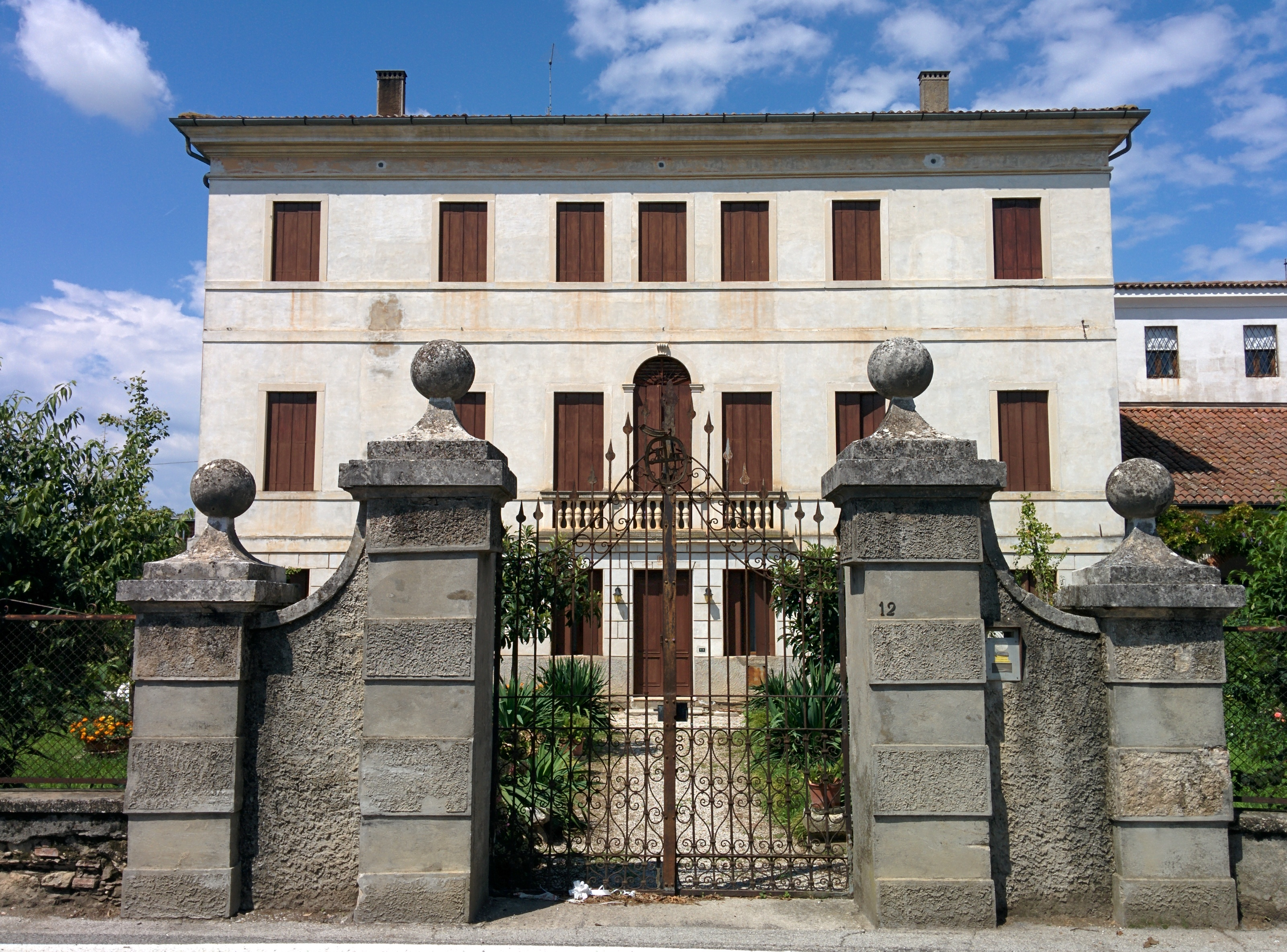
Villa Fogazzaro-Arnaldi

- Villa Fogazzaro-Arnaldi è una residenza sullo stampo delle ville venete del Settecento usata come residenza estiva per lungo tempo dallo scrittore vicentino Antonio Fogazzaro[80]. Probabilmente basata su un'abitazione precedente della seconda metà del Seicento[81], un tempo la villa faceva parte di un complesso residenziale costituito da scuderie e ambienti rustici (in parte abbattuti) che, uno vicino all'altro, si univano alla chiesetta della Maternità di Maria, poco distante. Secondo il Maccà originariamente apparteneva ai Nanti, passò poi ai Valmarana[82], Fogazzaro[67] e infine agli Arnaldi[68]. Durante la prima guerra mondiale la villa e l'annessa chiesetta vennero requisite dai militari che le danneggiarono[68]. La struttura della villa è impostata su una pianta quadrata, la cui facciata principale è verso sud. Tutti gli elementi compositivi sono rigidamente simmetrici e con una densità che va crescendo verso l'asse di simmetria. Gli interni sono stati più volte manomessi, ma rimangono comunque sulla struttura tipica delle ville venete, con ampio salone centrale che riceve luce dalle facciate su cui si aprono stanze laterali simmetriche. Il piano nobile presenta sale più alte ed è più ricco di rifiniture.[80]

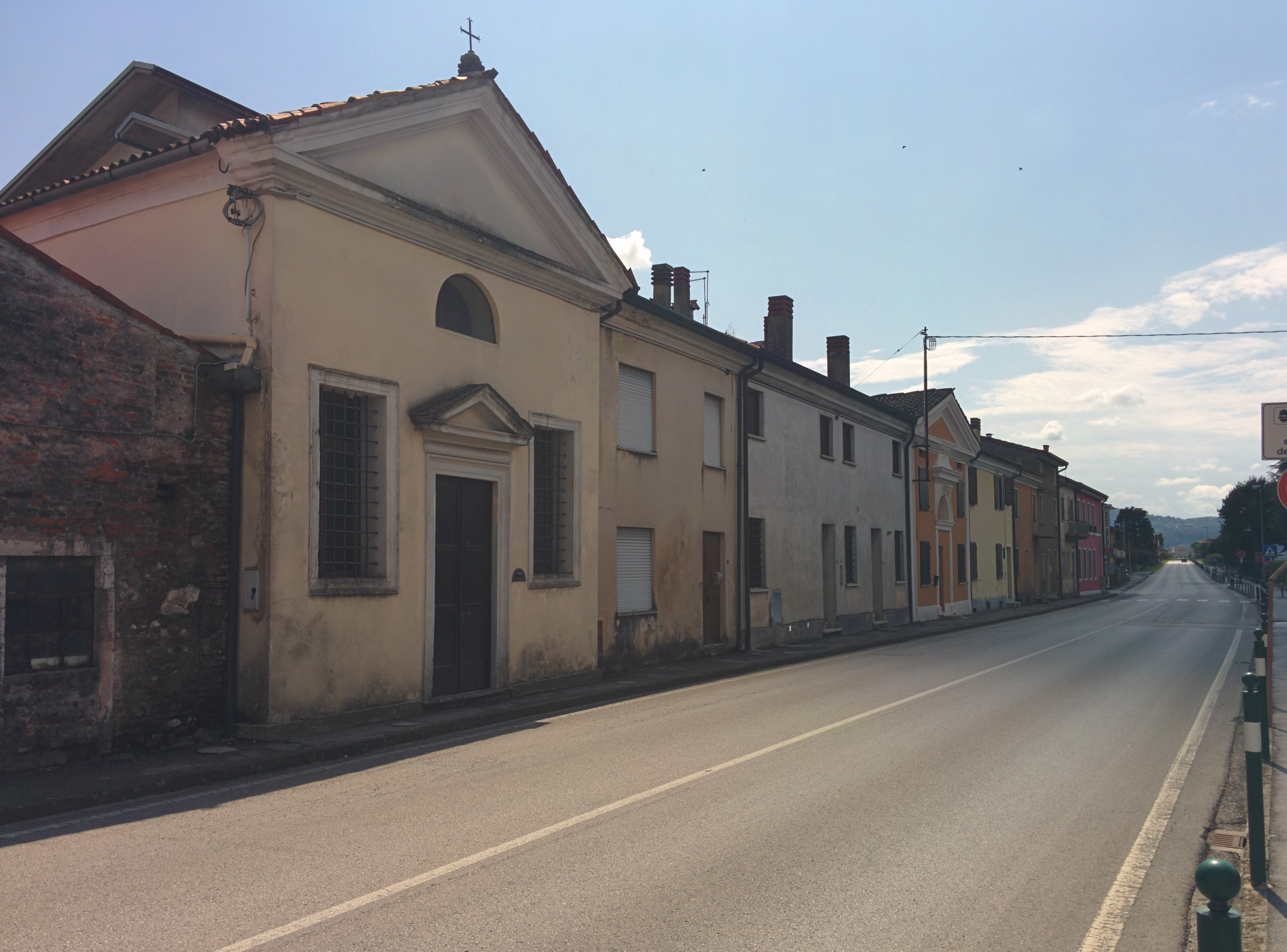
Resti della Villa Ghellini-Piovene

- Villa Ghellini-Piovene era una residenza in via Scartezzini, una contrada di Novoledo sotto il comune di Caldogno[83]. Già dal medioevo la famiglia Ghellini possedeva una residenza in questa zona, ma fu solo nella metà del Seicento[83] che venne restaurata dal conte Giovanni Battista Ghellini, facendone uno luogo di villeggiatura molto caratteristico nel Settecento[84]. La villa, però, ha vita breve: nel Novecento venne divisa in più proprietari e ognuno la ristrutturò per adattarla alle proprie esigenze facendo perdere tutto l'antico splendore dell'edificio. Annessa alla villa è la chiesetta di Sant'Antonio[85], ora sotto la parrocchia di Novoledo[86].
- Villa Curti è un complesso residenziale che sorge a Rettorgole. Probabilmente costruita da un capomastro locale nella fine del Ottocento[87], si rifà molto alle ville post-palladiane[88]: la facciata è simmetrica e divisa in tre settori (uno centrale leggermente avanzato e due laterali), originariamente senza il tipico frontone, ma con lo stesso cornicione per le tre parti. Con i restauri avvenuti alla fine degli anni novanta è stato aggiunto un timpano triangolare nel settore centrale. Ha un prospetto meridionale sviluppato molto in larghezza[88]. L'ala destra comunica con una struttura sempre a tre piani, ma più ridotti, che è collegata ad una barchessa di origine seicentesca costituita da otto colonne e due pilastri all'estremità che ricavano, quindi, nove intercolumni[89]. All'interno viene rispettata l'organizzazione tipica delle ville venete, con un grande salone centrale che dà su due prospetti e con le porte che danno alle stanze laterali[89].
- Villa Floriani-Pagani è una residenza presente a Rettorgole, una frazione di Caldogno, già scuola elementare di Rettorgole venne comprata da Antonio Pagani nel 1973 che la ristrutturò[90]. La struttura presenta una facciata principale volta ad est tipica delle ville venete, con un settore centrale principale e due ali simmetriche leggermente rientranti[91]. Sul frontone sono poste tre statue raffiguranti Giove al centro, Ercole e una figura femminile ai lati[90]. Fu costruita dalla famiglia Floriani nel 1713, come si legge nella targa:

(Scritta incisa sul lato inferiore del frontone)
- Municipio. La sede del municipio[92] corrisponde ad un'antica villa di origine ignota che venne acquistata dal comune verso la fine del Settecento o agli inizi dell'Ottocento con l'intento di farne, appunto, la sede municipale. All'epoca presentava tre piani come ora, ma molto più bassi degli attuali visto che insieme raggiungevano l'altezza della cimasa dell'attuale secondo piano. Già in un documento del 1861 troviamo scritto che «la casa comunale di Caldogno, che serve ad uso d'ufficio, e scuola, e per abitazione del cappellano, ed agente comunale, trovasi in fatto in istato di disordine e meritevole di pronti instauri».[93] Questo portò ad un restauro radicale nel 1868 su progetto dell'ingegnere Girolamo Bonato[94] che mantenne la suddivisione in tre piani, le finestre del piano terra rimasero con una semplice cornice, mentre quelle del primo piano furono arricchite di una cimasa[93]. La disposizione interna primitiva venne modificata dai vari rimodellamenti per adattarla alle varie funzioni per le quali l'edificio fu adibito: fino al 1931 fu sede municipale, dal 1931 al 1959 fu scuola elementare, divenne poi Scuola di Avviamento Professionale salvo poi convertirsi a Scuola Media quando l'obbligo scolastico fu esteso a 15 anni. Alcune stanze furono persino un gabinetto dentistico e ufficio postale.[95] Tra il 1984 e il 1987, dopo la decisione di destinare la struttura a municipio, avvenne una totale ristrutturazione dell'edificio che mantenne intatto soltanto il muro occidentale[93]. Gli uffici si trasferirono il 15 ottobre 1987[96].
- Convento. Il Convento è un antico edificio dei primi del Cinquecento circa a mezzo miglio dalla chiesa parrocchiale di Rettorgole nei pressi della roggia Muzzana[97]. È chiamato così dagli anziani[97] del luogo perché una tradizione locale vuole che fosse stato un convento anche se, viste le dimensioni, molto probabilmente fu un lascito a qualche ordine religioso o qualche convento di Vicenza da cui prese il nome[98] o forse venne usato come luogo di convalescenza o di quiete di qualche religioso[99]. Nella parete orientale vennero murate le finestre e le cornici in pietra di queste ultime furono poi coperte dall'intonaco. Le cornici delle finestre del piano superiore ora fungono da stipiti per le porte del lato meridionale che dà su un piccolo cortile. Gli interni furono più volte ristrutturati e suddivisi e sono andati persi gli eleganti caminetti presenti all'interno.[97] Ancora intatta è la porta del lato orientale che dà verso una barchessa ospitante la stalla, un fienile e una legnaia[97]. Alla destra di tale entrata sono presenti tracce di un affresco che raffiguravano un crocifisso con sbiadite forme del Padre, il Figlio e un globo che sprigiona fiamme con probabile soggetto, quindi, la Trinità. Ai piedi del crocifisso l'affresco si perde, lasciando ignoto il disegno.[99] Dai primi decenni del XVI secolo ad oggi venne molte volte modificato dai vari inquilini fino ad un radicale intervento nel 1970[99].

## Società

### Evoluzione demografica
Abitanti censiti

## Cultura

### Istruzione

#### Scuole
A Caldogno sono presenti 4 scuole statali: una scuola dell'infanzia (Giovanni Pascoli), due scuole primarie (San Giovanni Bosco a Caldogno e Carlo Collodi a Rettorgole) e una scuola secondaria di primo grado (Dante Alighieri).

#### Biblioteche
Nel capoluogo vi è la Biblioteca civica, che fa parte della rete di biblioteche vicentine "Bibioinrete", insieme alla maggior parte della biblioteche appartenenti alla Rete Bibliotecaria Vicentina.

#### Università
A Caldogno vi è una delle 22 sedi dell'Università degli adulti/anziani del Vicentino.

## Geografia antropica

### Urbanistica
Nel 1987 è avvenuta un cessione di alcuni territori a Vicenza e un'annessione di territori appartenenti al capoluogo. Si tratta di zone disabitate.

### Rettorgole
Rettorgole è la maggiore frazione di Caldogno. Il santo patrono è San Bartolomeo. Conta circa 3 000 abitanti e comprende il quartiere di Lobbia/Aeroporti.

### Cresole
Cresole è una piccola frazione del comune di Caldogno attraversata dal fiume Bacchiglione. Conta 1 200 abitanti circa e il suo santo patrono è San Gaetano.
La frazione è stata colpita da una devastante alluvione il 1º novembre 2010. Pochi giorni dopo è stato trovato il corpo senza vita di un uomo nella cantina della propria abitazione, completamente allagata. Dopo la distruttiva alluvione gli sfollati nel Comune sono stati più di 1500.

## Amministrazione
I dati sono stati presi dagli elenchi delle amministrazioni nel sito del Ministero degli Interni e, per questi, si è inserito la data di elezione, anche quando non combaciava con la data di cessazione del sindaco precedente. Per i dati prima del 1985 non c'è stato riscontro con i database del ministero e si è utilizzato l'elenco di sindaci presente nel libro Storia di Caldogno di Galdino Pendin.
| Periodo         | Periodo          | Primo cittadino              | Partito                           | Carica                  | Note            |
| --------------- | ---------------- | ---------------------------- | --------------------------------- | ----------------------- | --------------- |
| 1900            | 1910             | Luigi Ziggiotto              |                                   | Sindaco                 | [ 105 ]         |
| 1910            | 1914             | Ascanio Pagello              |                                   | Sindaco                 | [ 105 ]         |
| 1915            | 1920             | Francesco Zenere             |                                   | Sindaco                 | [ 105 ]         |
| 13 marzo 1920   | 8 novembre 1920  | Luigi Lovato                 |                                   | Commissario prefettizio | [ 105 ]         |
| 1920            | 1923             | Eugenio Ballardin            |                                   | Sindaco                 | [ 105 ]         |
| 1923            | 1925             | Achille Lovisetto            |                                   | Sindaco                 | [ 105 ]         |
| 1925            | 1926             | Luigi Dal Toso               |                                   | Commissario prefettizio | [ 105 ]         |
| 1926            | 1935             | Luigi Dal Toso               |                                   | Podestà                 | [ 105 ]         |
| 23 luglio 1935  | 20 agosto 1935   | Mario Cimino                 |                                   | Commissario prefettizio | [ 105 ]         |
| 1935            | 1940             | Egelio Altissimo             |                                   | Podestà                 | [ 105 ]         |
| 1940            | 1944             | Pietro Lovisetto             |                                   | Podestà                 | [ 105 ]         |
| 1º ottobre 1944 | 15 novembre 1944 | Luciano Gobbato              |                                   | Commissario prefettizio | [ 105 ]         |
| 1944            | 1945             | Alessandro Giovanni Toffanin |                                   | Commissario prefettizio | [ 105 ]         |
| 26 aprile 1945  | 18 giugno 1945   | Riccardo Trevisan            |                                   | Sindaco                 | [ 105 ]         |
| 1945            | 1946             | Michele Camporeale           |                                   | Sindaco                 | [ 105 ]         |
| 27 gennaio 1946 | 9 aprile 1946    | Rino Manni                   |                                   | Sindaco                 | [ 105 ]         |
| 1946            | 1951             | Giovanni Rech                |                                   | Sindaco                 | [ 105 ]         |
| 1951            | 1960             | Rino Manni                   |                                   | Sindaco                 | [ 105 ]         |
| 1960            | 1965             | Silvio Bergamin              |                                   | Sindaco                 | [ 105 ]         |
| 1965            | 1975             | Dorino Massignani            |                                   | Sindaco                 | [ 105 ]         |
| 1975            | 1980             | Gianfranco Toniolo           |                                   | Sindaco                 | [ 105 ]         |
| 1980            | 1985             | Giuseppe Pieropan            |                                   | Sindaco                 | [ 105 ]         |
| 1985            | 1986             | Luigi Lago                   |                                   | Sindaco                 | [ 105 ]         |
| 6 luglio 1986   | 2 luglio 1992    | Gaetano Lazzari              | DC                                | Sindaco                 | [ 105 ] [ 106 ] |
| 7 giugno 1992   | 28 aprile 1997   | Aldo Cunico                  | DC                                | Sindaco                 | [ 105 ] [ 107 ] |
| 27 aprile 1997  | 14 maggio 2001   | Costantino Toniolo           | Centro                            | Sindaco                 | [ 105 ] [ 108 ] |
| 13 maggio 2001  | 30 maggio 2006   | Costantino Toniolo           | Centro                            | Sindaco                 | [ 105 ] [ 108 ] |
| 28 maggio 2006  | 16 maggio 2011   | Marcello Vezzaro             | Lista civica                      | Sindaco                 | [ 105 ] [ 109 ] |
| 15 maggio 2011  | 5 giugno 2016    | Marcello Vezzaro             | Lista civica Amministrare insieme | Sindaco                 | [ 105 ] [ 109 ] |
| 6 giugno 2016   | 4 ottobre 2021   | Nicola Ferronato             | Lista civica Insieme per Caldogno | Sindaco                 | [ 105 ] [ 110 ] |
| 4 ottobre 2021  | in carica        | Nicola Ferronato             | Lista civica Insieme per Caldogno | Sindaco                 | [ 110 ]         |

## Sport
La principale squadra di calcio è l'U.S.D. Caldogno Calcio che milita in Promozione ed è affiliata al Vicenza mentre l'altra squadra del comune di Caldogno è il Cresole 80 con la quale c'è una grande rivalità sportiva.
Grande seguito anche nel volley, attraverso la società A.S.D. Pallavolo Caldogno, operante sul territorio dal 1989 e attualmente milita in 2 Divisione
.
Caldogno è nota per essere il paese d'origine di Roberto Baggio, celebre calciatore italiano nonché tra i più grandi giocatori della storia del calcio, ma ha dato anche i natali a Marino Basso, campione del mondo di ciclismo 1972 a Gap, in Francia.